# Hornea
Hornea es un género con dos especies de plantas de flores perteneciente a la familia Sapindaceae. 

## Especies seleccionadas
- Hornea guineensis
- Hornea mauritiana